# Rangraz
Rangraz (persiska: رنگرز) är en ort i Iran.   Den ligger i provinsen Teheran, i den norra delen av landet, 40 km väster om huvudstaden Teheran. Rangraz ligger 1 100 meter över havet och antalet invånare är 369.
Terrängen runt Rangraz är platt åt nordost, men åt sydväst är den kuperad. Runt Rangraz är det tätbefolkat, med 947 invånare per kvadratkilometer. Närmaste större samhälle är Nasīm Shahr, 14,8 km öster om Rangraz. Trakten runt Rangraz består till största delen av jordbruksmark.